# BMW M6
BMW M6 este o variantă sport de top cu un motor mai puternic a Seriei 6. Conceput și fabricat de BMW M GmbH din anul 2005, cu motorul V10, preluat de la mașina de curse folosită în anul 2005 de către echipa de formula 1 Williams.

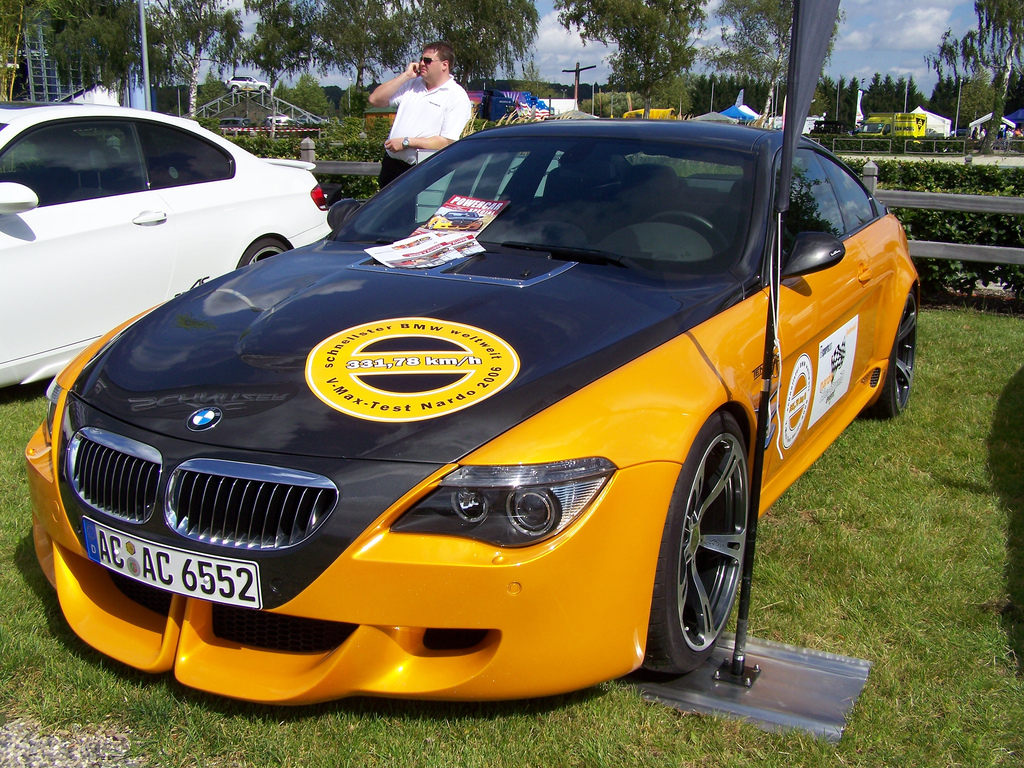
Cel mai rapid BMW, 331,78 km/h în Nardo (Italia), anul 2006

Automobilul BMW M6 are un motor V10 de 373 kw (507 CP), pe care îi ajunge la 7750 rotații pe minut. La 6100 rpm ajunge la cuplul maxim de 520 Nm. În testul revistei sport auto, BMW-ul M6 Coupé a ajuns viteza de la 0 la 100 km/h, cu ajutorul sistemului Launch Control („lansare controlată”), în doar 4,2 secunde. În datele mașinii, uzina declară 4,6 secunde de la 0 la 100 km/h. De la 0 la 200 km/h autovehiculul necesită 12,8 secunde. Viteza maximă este - standard - limitată la 250 km/h. Pentru un preț suplimentar de aproximativ 2.350 €, se poate obține automobilul cu o viteză limită la 305 km/h, inclusiv ore de antrenament pe o pistă de curse. Fără limitare electronică, BMW-ul M6, ajunge la o viteză maximă de până la 335 km/h. 
Automobilul se poate obține peste 114.700 de Euro, are un acoperiș din fibră de carbon, sigilat cu un lac incolor. Această construcție ușoară determină ca centrul de greutate al mașinii să fie cât mai jos.

## E24 M635CSi/M6 (1983–1989)
Istoricul M6 a început în 1983 cu modelul M635CSi din gama Seria E24 6, care a fost alimentat de motorul M88/3 DOHC drept-șase (care a fost o versiune modificată a motorului folosit în supercarul BMW M1). În majoritatea țărilor, modelul a fost insemnat M635CSi, cu toate că modelul echivalent în America de Nord și Japonia a fost pur și simplu însemnat cu „M6”.

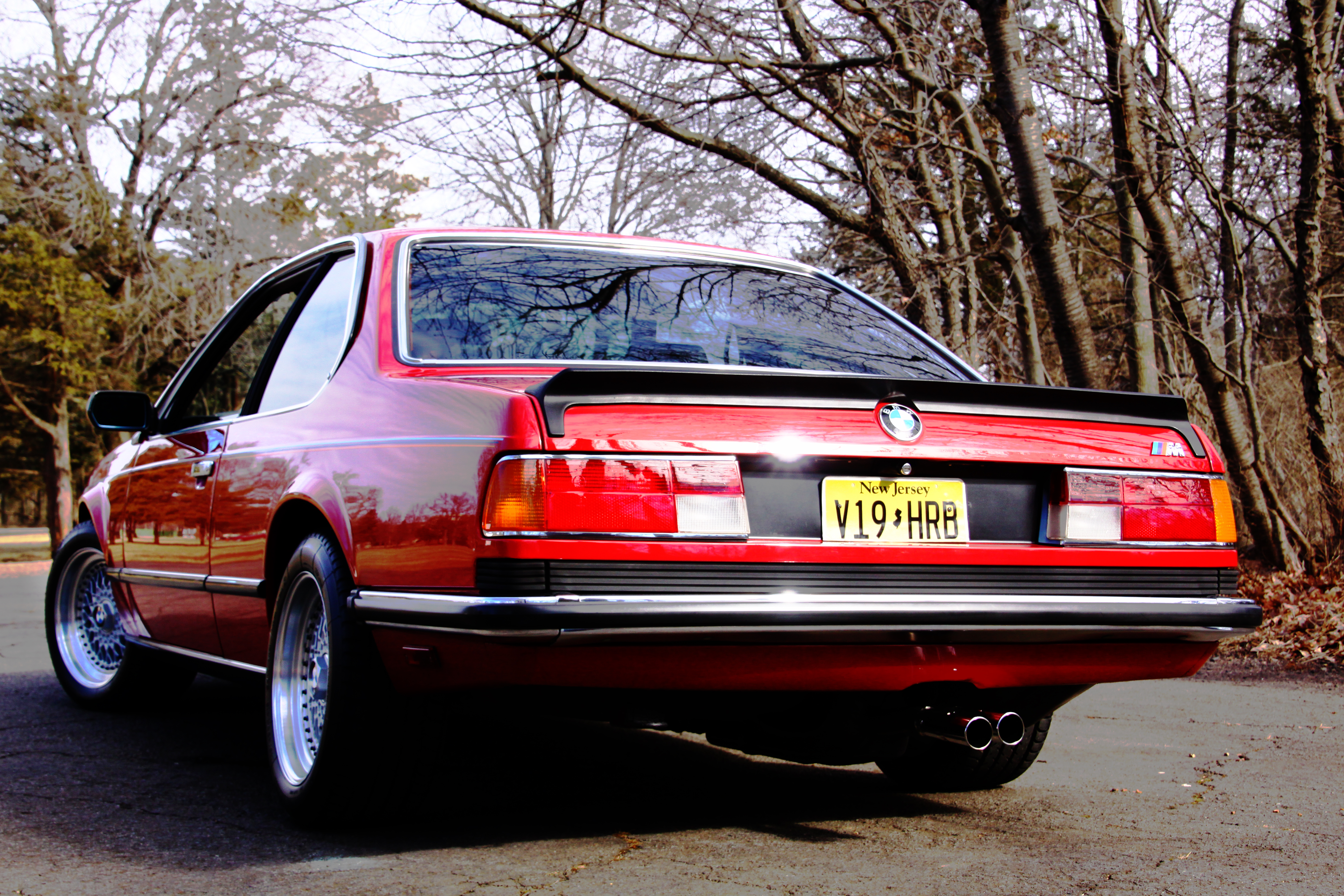
Vedere din spate

Specificația europeană M635CSi a folosit motorul M88/3 (fără convertor catalitic), care a generat 210 kW (286 PS; 282 CP) la 6.500 rpm și 340 N·m (251 lb·ft) la 4.500 rpm. Versiunea M6, vândută în America de Nord și Japonia, a folosit motorul S38B35 (cu convertor catalitic), care a generat 260 PS (256 CP; 191 kW; 260 PS) și 330 N·m (243 lb·ft) la aceleași viteze ale motorului. Motorul catalizat a fost folosit și în mașinile europene și pe alte piețe de pe piață începând din vara anului 1987, cu specificații identice cu motorul federalizat. Singura transmisie pentru toate modelele a fost o transmisie manuală Getrag 280 cu 5 viteze.
Alte modificări au inclus roțile BBS RS, un spoiler pentru buza spate, un spoiler frontal mai mare, frâne frontale mai mari și suspensie revizuită cu o înălțime de rulare mai mică de 10 mm.
Seria E24 a devenit o „mașină mondială” pentru anii de model din 1988 și 1989, sportând aceleași bare de protecție și tratamente aerodinamice ca și omologii săi de înaltă performanță pe toate piețele. Producția modelului E24 M635CSi/M6 s-a încheiat în 1989.
Potrivit BMW, mașina poate accelera de la 0–97 km / h (0–60 mph) în 5,8 și 6,8 secunde pentru versiunile europene și, respectiv, din America de Nord. Masa kerb a modelelor din 1987 sunt de 1.515 kg (3,340 lb) pentru M635 CSi și 1.619 kg (3.569 lb) pentru M6. O viteză maximă de 255 km/h (158 mph) a făcut din M635CSi european cel de-al doilea cel mai rapid automobil BMW construit vreodată lângă M1. Durata sfertului de mile pentru M635 CSi a fost înregistrată la 14,5 secunde, în timp ce 161 km/h (100 mph) se realizează în 15 secunde.
Au fost produse un total de 5.855 de mașini. Dintre acestea, 1.677 de automobile au fost importate în America de Nord. Datorită barelor de protecție alungite față și spate, lungimea modelelor din SUA este de 4.923 mm (193,8 in).

## E63/64 M6 (2005–2010)
În urma unui hiatus în producția M6 timp de 26 de ani, versiunea M6 a seriei E63/E64 6 a fost introdusă în 2005. M6 folosește același motor BMW S85 V10 și cutie de viteze SMG III ca E60 M5.
M6 a fost produs atât ca coupé (cod model E63) cât și decapotabilă (cod de model E64). Stilul exterior a fost supravegheat de Karl Elmitt.
M6 avea două moduri pentru puterea motorului: un mod „P400” în care motorul are o putere nominală de 294 kW (394 CP) și un mod „P500” în care motorul are o putere nominală de 373 kW (500 CP). Performanțele revendicate de producător au inclus un timp de accelerație de 4.6  pentru 0-62 mph (100 km/h).  Viteza maximă a fost limitată electronic la 250 km/h (155 mph) sau 305 km/h (190 mph) dacă pachetul opțional al șoferului M este montat.
Versiunea coupe cântărește 1.710 kg (3.770 lb), iar versiunea decapotabilă cântărește 2.005 kg (4.420 lb) și o capotă și un portbagaj din fibră de carbon.
Din 2007, o cutie de viteze manuală cu 6 trepte a fost oferită în America de Nord, doar 701 de exemple au fost produse cu o cutie de viteze manuală (323 Coupe și 378 decapotabile).
Producția M6 s-a încheiat la jumătatea anului 2010, cu vânzări pe parcursul celor cinci ani în valoare totală de 9.087 pentru coupe și 5.065 pentru decapotabile.

## F06/F12/F13 M6 (2012–2018)
Noul model se bazează pe seria 6 F12/F13/F06 și împărtășește transmisia sa dublu ambreiaj cu 7 trepte ("M-DCT") și motorul BMW S63 twin-turbo V8 cu BMW M5 (F10).
Greutatea kerb pentru coupe este de 1.925 kg (4.244 lb), greutatea bordului convertibilului este de 2.055 kg (4.531 lb), iar greutatea de bord a Gran Coupé este de 1.950 kg (4.299 lb). Performanța oficială cifrele indică timpul de accelerație de la 0–100 km/h (0–62 mph) în 4,2 secunde pentru coupe și Grand Coupe și 4,3 secunde pentru decapotabilă. Viteza maximă este limitată electronic la 250 km/h (155 mph) sau 305 km/h (190 mph) cu pachetul opțional M-driver. Diferențialul este un actuator electronic limitat acționat electronic („Active M”).
Partea din față a mașinii are o grilă în formă de rinichi M recent proiectată cu un ecuson „M6” - un omagiu adus primei generații a M6. Nader Faghihzadeh a fost cel mai important designer de exterior al seriei F12/F13/F06 6.

### Competition Package
Cu pachetul competițional din 2014, M6 vine cu un sistem de evacuare mai sportiv, cu vârfuri negre, arcuri mai rigide, amortizoare și bare antiruliu, direcția este mai directă decât baza M6, motorul V8 cu două turboalimentate utilizat în M6 este actualizat și este nominal la 423 kW (567 CP) și 680 N·m (502 lb·ft) de cuplu. Acest lucru duce la o durată de accelerare de 0 până la 100 km/h (62 mph) de 3,9 secunde pentru versiunile Coupe și Gran Coupe.
În 2016, motorul Competition Pack a fost modernizat la 441 kW (591 CP) și 700 N·m (516 lb·ft) de cuplu, rezultând într-un timp de accelerație de 0- 100 km/h (62 mph) de 3,8 secunde pentru versiuni coupe și Gran Coupe.